# مويسيس هيبوليتو
مويسيس هيبوليتو (بالإسبانية: Moisés Hipólito)‏ هو لاعب كرة قدم مكسيكي في مركز الهجوم، ولد في 15 مارس 1992 في ميناتيتلان في المكسيك. لعب مع Potros UAEM ‏.

## وصلات خارجية
- مويسيس هيبوليتو على موقع قاعدة بيانات كرة القدم.إي يو (الإنجليزية)
- مويسيس هيبوليتو على موقع Soccerway.com (الإنجليزية)